# Ginástica nos Jogos Olímpicos de Verão de 2008 - Qualificação

## Ginástica Artística
Cada Comitê Olímpico Nacional (CON) pode inscrever 6 atletas de cada sexo. A qualificação é baseada nos resultados obtidos na Campeonato Mundial de Ginástica Artística de 2007 disputada em Stuttgart no período de 1 a 9 de Setembro de 2007. As vagas (98 homens + 98 mulheres) são as seguintes:
| Evento                                                 | Critério                                                                                             | Qualificação masculino | Qualificação feminino |
| ------------------------------------------------------ | --- | --- | --- |
| Equipes                                                | 1º a 12º colocados 6 atletas por time                                                                | China · Japão · Estados Unidos · Alemanha · Rússia · Roménia · Espanha · Coreia do Sul · França · Itália · Canadá · Bielorrússia | Estados Unidos · China · Roménia · Rússia · Itália · Reino Unido · França · Brasil · Ucrânia · Alemanha · Austrália · Japão                 |
| Equipes                                                | 13º a 15º colocados 2 atletas por time                                                               | Ucrânia · Suíça · Reino Unido | Coreia do Norte · Elyse Hopfner-Hibbs · Nansy Damianova · Espanha                                                                           |
| Equipes                                                | 16º a 18º colocados 1 atletas por time                                                               | Porto Rico · Brasil · Grécia | Chéquia · Países Baixos · Suíça |
| Individual geral                                       | Mehores atletas dos CONs ainda não qualificados                                                      | Jordan Jovtchev Anton Fokin Filip Ude Jose Luis Fuentes Epke Zonderland Martin Konecny Ilia Giorgadze                            | Stefani Bismpikou Nastassia Marachkouskaya Veronica Wagner Dorina Boczogo Natalia Sanchez Marisela Cantu Hyun Joo Jo Marta Pihan Gaelle Mys |
| Convites da Federação Internacional de Ginástica (FIG) | Assegurar a participação do País-sede e cada continente.                                             | Alexander Shatilov Jorge Hugo Giraldo Mohamed Serour                                                                             | Sherine El Zeiny Vered Finkel Jelena Zanevskaya                                                                                             |
| Convite Tripartite                                     | | Nashwan Al Hazari | Thuong Do Thi Ngan |
| Individual geral                                       | Vagas dadas aos atletas que tiveram as melhores pontuações nos aparelhos,com exceções dos CONs acima | Leszek Blanik Mitja Petkovšek Robert Gal Koen Van Damme Sascha Palgen Samuel Simpson                                             | Tina Erceg Annamari Maaranen Jessica Lopez Nikolina Tankoucheva                                                                             |

## Ginástica Rítmica
Cada CON pode inscrever 2 atletas individuais e um time composto de 6 pessoas. A classificação é baseada nos resultados obtidos no Mundial de 2007 realizado em Patras na Grécia de 19 a 21 de Setembro de 2007.
Os lugares individuais lugares serão atribuídos como segue:
- 20 melhores ginastas no Mundial
- 3 lugares garantidos pela FIG para assegurar a participação do País-sede e cada continente
- 1 país convidado

| Evento                               | Critério                                | Qualificação                                                                          |
| ------------------------------------ | --------------------------------------- | ------------------------------------------------------------------------------------- |
| Individual geral                     | Posição do time 1-20 2 atletas por time | Rússia · Bielorrússia · Bulgária · Israel · Azerbaijão · Ucrânia                      |
| Individual geral                     | Posição do time 1-20 1 atletas por time | Canadá · Espanha · Grécia · Coreia do Sul · Cazaquistão · Áustria · Estónia · Polónia |
| Federação Internacional de Ginástica | 1 atleta por time                       | China · África do Sul · Austrália                                                     |
| Convite da comissão Tripartite       | 1 atleta por time                       | Cabo Verde                                                                            |

As vagas por equipe serão atribuídos como segue:
- 10 melhores equipes no Mundial
- 3 lugares garantidos pela FIG para assegurar a participação do País-sede e pelo menos 3 continentes

| Evento                               | Critério             | Qualificados femininos                                                                              |
| ------------------------------------ | -------------------- | --------------------------------------------------------------------------------------------------- |
| Equipes                              | Posição do time 1-10 | Rússia · Itália · Bielorrússia · Bulgária · Espanha · Israel · Japão · Ucrânia · China · Azerbaijão |
| Federação Internacional de Ginástica | 2 times              | Brasil · Grécia                                                                                     |

## Ginástica de Trampolim
Cada CON poderá inscrever até 2 atletas de cada sexo. A qualificação é baseada nos resultados obtidos no Campeonato Mundial de 2007 realizado em Quebec no Canadá de 2 a 4 de Novembro. Houve um teste olímpico de 30 de Novembro a 3 de Dezembro de 2007. Os lugares (16 homens + 16 mulheres), serão atribuídos como se segue:
| Evento                         | Critério                             | Qualificação masculino                                              | Qualificação feminino                                                             |
| ------------------------------ | ------------------------------------ | ------------------------------------------------------------------- | --------------------------------------------------------------------------------- |
| Individual                     | Lugares 1-8                          | China · China · Rússia · Alemanha · Japão · Japão · Rússia · Itália | Rússia · China · Rússia · China · Canadá · Alemanha · Bielorrússia · Canadá       |
| Individual                     | Melhores CONs além da oitava posição | Ucrânia · Canadá · Bielorrússia · Dinamarca · França · Portugal     | Reino Unido · Japão · Uzbequistão · Portugal · Geórgia · Ucrânia · Estados Unidos |
| Corpo executivo FIG            | Representação continental            | Austrália                                                           |                                                                                   |
| Convite da comissão Tripartite |                                      |                                                                     |                                                                                   |